# Kuna (Ethnie)

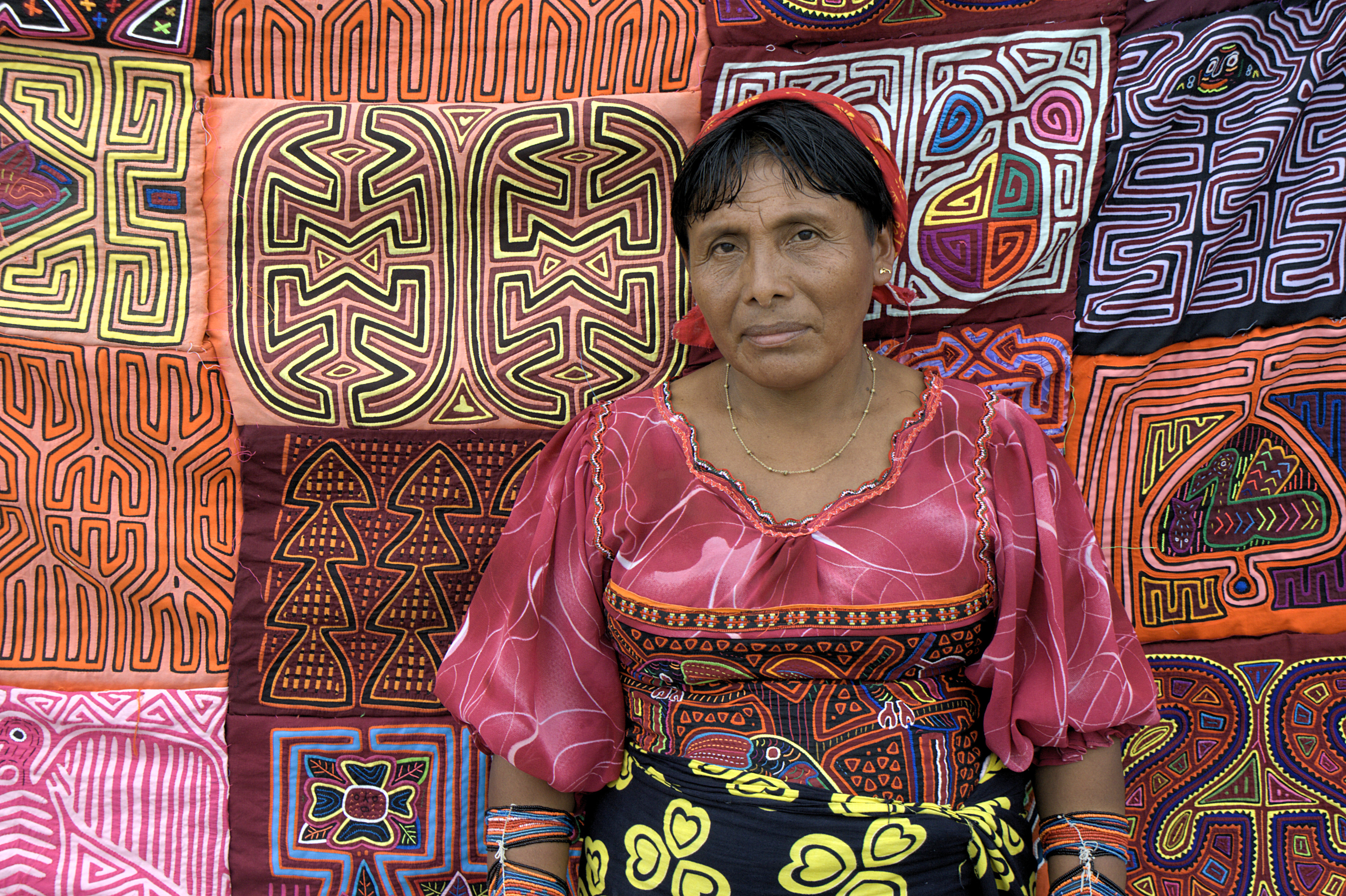
Kuna-Frau verkauft Molas in Panama-Stadt

Die Kuna (auch Cuna, Eigenbezeichnung Dule, „Mensch“, in Kolumbien Tule) sind eine indigene Ethnie in Panama. Sie besiedeln das Territorium Guna Yala (auch San Blas genannt), welches die nördliche Karibikküste Panamas mit ihren vorgelagerten Inseln und einen mehrere Kilometer breiten Streifen Festlands bis zur kolumbianischen Grenze umfasst. Etwa 1500 Kunas leben in den Bergen der Region Bayano am Fluss Río Chepo. Einige leben entlang des etwa 200 Kilometer langen Küstenstreifens, der sich von der nahe der kolumbianischen Grenze gelegenen Siedlung Armila bis zum westlichen Mandinga erstreckt. Die Zahl der Kunas beträgt etwa 30.000. Außerdem gibt es noch einige kleine Siedlungen im kolumbianischen Regenwald entlang des Golfs von Urabá.
Der große Teil der Bevölkerung von Guna Yala ist auf etwa 50 der dem Küstenstreifen vorgelagerten ca. 370 winzige Koralleninseln und 11 Siedlungen im Regenwald des Festlandes angesiedelt. Die Sprache der Kuna gehört neben Ngäbere zu den beiden verbreitetsten Chibcha-Sprachen.

## Entstehung
Das heutige Panama wurde bereits im 17. Jahrhundert zu einem strategisch wichtigen Warenumschlagspunkt der Spanier und es kam zu ersten Konflikten mit der indigenen Bevölkerung. Die Ethnie der Kuna, die ursprünglich nahe dem Golf von Urabá im heutigen Kolumbien siedelte und vor den Spaniern in die Urwälder am Golf von Darién geflohen war, versuchte gegen die Dominanz der Kolonialherren anzugehen. Sie verbündeten sich mit den Engländern, Schotten und Franzosen, sowie mit Freibeutern der Karibik und unterhielten Handelsbeziehungen mit ihnen. Zusammen mit den Jamaikanern organisierten sie einen Aufstand auf die von den Spaniern ausgebeuteten Minen von Daríen, der von 1775 bis 1789 dauerte und die Bevölkerung der Kuna stark dezimierte. Ihr Siedlungsgebiet verlagerte sich vom Golf von Daríen in die Atlantikregion und sie besiedeln heute viele der größeren Inseln.
Nach der entscheidenden Schlacht an der Brücke von Boyacá, bei der Simón Bolívar den Sieg gegen die Spanier davontrug, erklärte sich Panama 1821 von Spanien unabhängig und gleichzeitig seinen Anschluss an Großkolumbien. Die Kuna versuchten eine Unabhängigkeitserklärung von der neuen Regierung zu erhalten. Teilweise gelang ihnen das durch die „De-facto-Unabhängigkeit“. 1871 schuf ein Erlass die Comarca Dulenega, eine Verwaltungs- und Territorialeinheit. Damit waren die Kuna faktisch bis 1903 unabhängig und betrieben ihren eigenen Außenhandel, vor allem mit den Briten der Kolonie Jamaika.
Zu Beginn des 20. Jahrhunderts suchte die USA eine Gewährleistung der Nutzungsrechte an dem im Bau befindlichen interozeanischen Kanals. Sie trieben die Unabhängigkeitsbestrebungen Panamas von Großkolumbien voran und 1903 wurde der Staat Panama mit den USA als Schutzmacht gegründet. Der junge Staat versuchte eine nationale Identität zu schaffen und die Kuna einzugliedern. Es kam zu Missionierungsversuchen, Reglementierungen des Seehandels in San Blas und vor allem zu Territorialkonflikten. Die Comarca Dulenega der großkolumbianischen Verfassung existierte für die panamaische Regierung nicht mehr. Es wurde ein Bezirkschef für San Blas ernannt, der durch Polizisten alle „barbarischen“ Gepflogenheiten auslöschen sollte. Zudem wurde eine westliche Tanzveranstaltung verpflichtend, um Eheschließungen zwischen Kuna und Panamaern zu fördern.

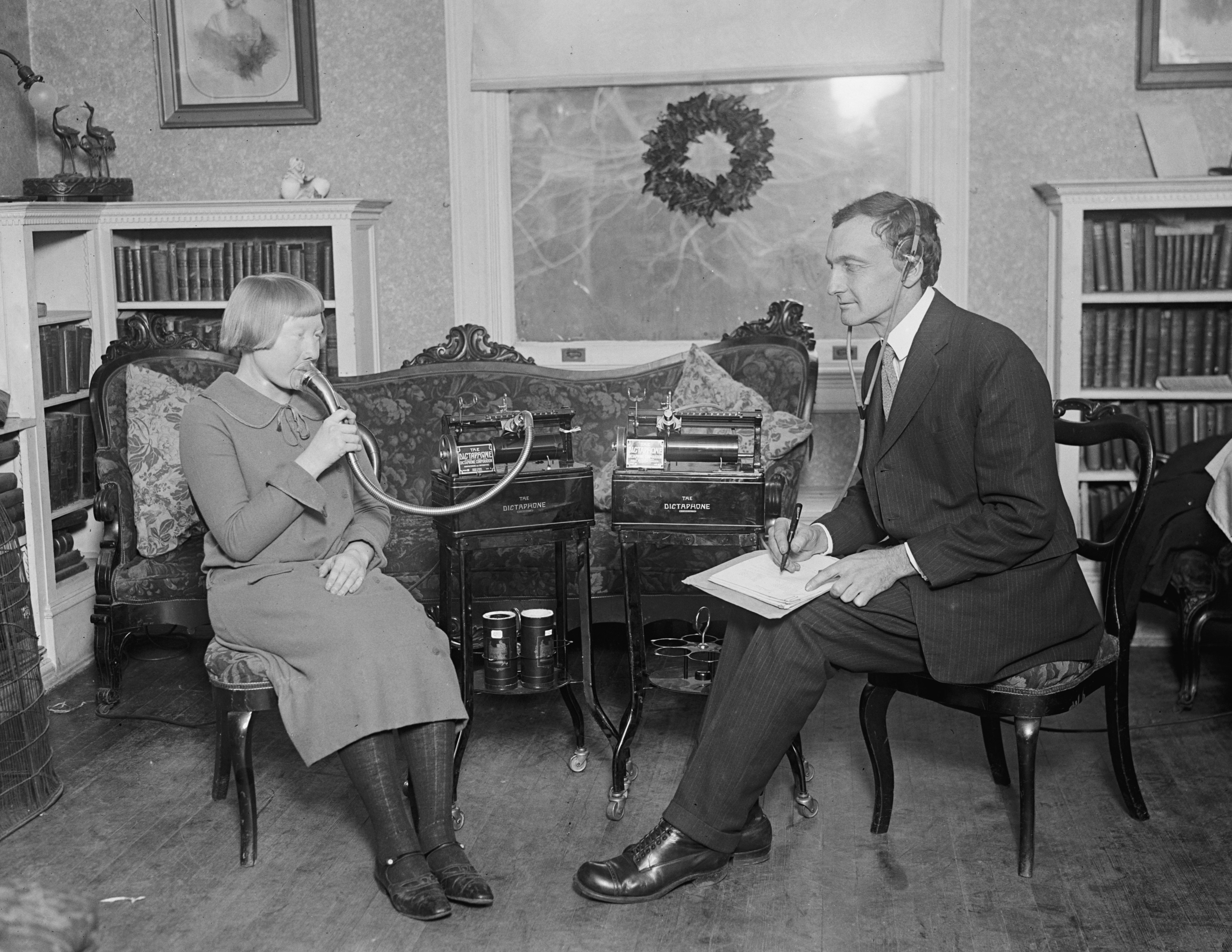
John Peabody Harrington (rechts) bei Aufnahmen einer amerikanischen Ureinwohnerin vom Cuna-Stamm, Smithsonian Institution, 1924

Flagge von Guna Yala
Das abgebildete hakenkreuzartige Symbol mit nach links zeigenden Haken hat einen eigenen Ursprung. Es stellt einen Kraken dar, der nach lokaler Überlieferung die Welt erschuf.

Im Februar 1925 traten Vertreter der San-Blas-Inseln auf US-amerikanisches Betreiben auf einem Kongress zusammen und erklärten in einer schriftlichen Deklaration ihre Unabhängigkeit von Panama. Ein Aufstand wurde sorgsam geplant und endete in einer einwöchigen Ausschreitung, bei der 27 Menschen ums Leben kamen – der Dule-Revolution.
Am Ende stand eine Verhandlung mit der panamaischen Regierung, und es wurde der „Vertrag der Zukunft“ unterschrieben. Die Kuna wurden von den USA unterstützt, die Überlegungen angestellt hatten, neben Panama einen weiteren Satellitenstaat zu gründen.
Damit erhielten die Kuna Verwaltungsrechte über ihr Territorium, erkannten im Gegenzug die Oberhoheit Panamas an und akzeptierten vorerst die Einführung des nationalen Bildungssystems, welches nicht unumstritten war. 1957 wurde auch die lokale Regierung anerkannt. Durch eine neue Verfassung erhielten die indigenen Völker ab 1983 ein Recht auf Vertretung im panamaischen Parlament.
Für die Aufstauung des Bayanosees wurden 1976 tausende Kuna zwangsumgesiedelt und verloren über 300 Quadratkilometer angestammter Jagdgründe.

## Organisation
Die politische Organisation der Kuna stellt eine Verbindung aus ihren traditionellen Bräuchen und den panamaischen Institutionen dar. Alle 52 Dorfgemeinschaften der Kuna sind autonom und diese Autonomie wird durch die eigenständige Wirtschaft abgesichert. Einmal im Jahr findet eine Versammlung statt, die das oberste Entscheidungsorgan darstellt – der Allgemeine Rat. Außerdem gibt es tägliche Zusammenkünfte im Versammlungshaus um anstehende Streitigkeiten, Probleme und Entscheidungen zu diskutieren.
Es gibt Repräsentanten für die unterschiedlichen Aktivitäten im Dorf. Die wirtschaftlichen Aktivitäten sind ausgesprochen modern, wie zum Beispiel der touristische Sektor, das Kunsthandwerk oder die Vermarktung von Hummern, Krabben und Tintenfisch. Die Kuna wählen drei Abgeordnete in die gesetzgebende Versammlung Panamas, wodurch ihnen faktisch die Teilnahme an der Erarbeitung nationaler Politik ermöglicht ist. Die Abgeordneten müssen jedoch einer der großen nationalen Parteien angehören und stehen so im Konflikt zwischen den Beschlüssen des Allgemeinen Rats und der Linie der Partei, der sie angehören.
Anhäufung von Kapital läuft den kulturellen Prinzipien zuwider und erhöht nicht das Prestige. 

### Ziele
Die Kuna bemühen sich, ihre territoriale Autonomie zu bewahren. Ein Problem ist, dass das Gebiet der Kuna bis heute nicht vermessen ist und es somit immer wieder zu Besitzstreitigkeiten kommt. Großgrundbesitzer verweisen „campesinos“, nachdem sie von ihrem Land vertrieben wurden, auf „Kunaland“, das ihrer Meinung nach brach liegt. Die bisher unterbliebene Landreform macht Kleinbauern zu Landlosen. Sie roden den Regenwald und betreiben intensive Landwirtschaft. Wenn die Böden ausgelaugt sind, betreiben sie erst Viehwirtschaft und schließlich werden, wenn die Böden vollständig erodiert sind, neue Flächen nutzbar gemacht. Die Kuna fordern eine Landreform und gründeten das Projekt „Pemaski“. Sie haben die Urwaldrodungen der Siedler kartografiert und forsten erodierte Böden auf. Außerdem vermessen sie das Land der Comarca San Blas, patrouillieren in den Wäldern, um illegale Brandrodungen zu vermeiden und weisen Siedler aus Guna Yala aus.
Auch US-amerikanische Investoren zeigten bereits Interesse an einigen karibischen Inselgruppen, konnten jedoch von den Kuna – ohne dass die panamaische Regierung eingegriffen hätte – vertrieben werden. Es gibt Buchten nahe Colón, wo mehrmals im Monat Kreuzfahrtschiffe vor Anker gehen. Die Kuna sind zwar im Tourismussektor aktiv, wollen aber Ansiedlungen vermeiden.

### Netzwerke
Die sozialen Bewegungen in Panama sind im Vergleich zu anderen Ländern Lateinamerikas sehr schwach ausgeprägt. Obwohl Panama seit 1903 offiziell unabhängig ist, bestand eine eingeschränkte staatliche Souveränität bis Ende 1999 fort. Dazu trugen zum einen die „De-facto-Diktaturen“ unter Torrijos und Noriega bei sowie die Operation „Just Cause“ und die damit verbundene Besatzung und Oberhoheit der US-Amerikaner.
Das Verhältnis der Kuna zu anderen Bevölkerungsgruppen der Region stand schon in der Historie unter dem Vorzeichen von Autonomie. Ein Beispiel sind die Handelsbeziehungen zu den karibischen Freibeutern.

### Identitäts- und Oppositionsprinzipien
Bei den Kuna ist der Erhalt der eigenen Kultur von großer Bedeutung. Sie richten sich gegen eine Einverleibung in die Gesellschaft und betonen die Verschiedenheit der Kulturen. Dazu gehören das Recht auf Selbstverwaltung und der Anspruch auf ein eigenes Territorium. Dies haben die Kuna erreicht.
Bei den Kunda herrscht ein Matriarchat. Die Familienältesten haben kurze Haare und kleiden sich in bunten Kleidern mit roten Kopftüchern und langen bunten Ketten, die um die Beine und Unterarme gewickelt werden.
Als Oppositionen der Kuna sind neben staatlichen Instanzen und Großgrundbesitzern auch landlose Mestizen und Afropanamaer, die in das Kuna-Territorium vordringen, zu nennen. Bereits im 19. Jahrhundert gab es heftige Auseinandersetzungen, etwa nach der Landinvasion als Folge des Eisenbahnbaus oder dem Kautschukkrieg 1870. Aber auch in den letzten Jahren gab es einige heftige Konflikte.
Den Kuna sind durch die Verfassung wesentliche Punkte garantiert: die Gleichstellung der nach traditionellen Riten vollzogenen Ehe mit der zivilrechtlichen Ehe, die Anerkennung der traditionellen Heilmethoden (Ethnomedizin) und der Ibeorgun-Religion als Religion der Kuna. Bei den Kuna herrscht das Matriarchat, und der erwählte Mann muss bei der Heirat auf die Insel und in die Hütte der Frau ziehen.
Ein wichtiges Kennzeichen ihrer Ethnizität bildet heute das textile Kunsthandwerk. Die so genannten Molas bzw. Molakana sind bunte, durch Applikationstechnik verzierte Baumwollstoffe mit einem breiten Spektrum von Motiven und Formen. Sie bilden ein Element der Tracht der Frauen und werden heute auch für den internationalen Markt produziert.
Einen besonderen Bezug haben die Kuna zu ihrem Land. Es kann nicht gekauft, verkauft oder verpachtet werden. Die Kuna sehen es als das Erbe ihres Volkes und der Erwerb, die Ausbeutung und Nutzung muss mit diesem Status vereinbar sein.
Auch aus diesem Grund hat die nachhaltige Entwicklung höchste Priorität. Um sich in einem internationalen Rahmen für eine schonende Nutzung der natürlichen Ressourcen, sowie für eine allgemeine Verbesserung der Lebensumstände der indigenen Bevölkerung einsetzen zu können, wurde 1992 die NGO „Asociacion NAPGUANA“ (The Association of Kunas United for Mother Earth) gegründet.

### Ergebnisse
Die Kuna konnten – vor allem durch den Autonomiestatus – wie kaum eine andere Ethnie Südamerikas ihre Kultur und Identität bewahren. 1953 erhielten die Kuna mit der Annahme des Gesetzes 16 zur Organisation der Comarca Guna Yala einen Sonderstatus, wie er keiner anderen Ethnie Panamas eingeräumt wird. Ihre Form der Selbstverwaltung ist einzigartig.
Die panamaische Regierung akzeptierte die Carta Organica, eine interne Verfassung der Kuna mit klarer Definition der Institutionen. Nach Artikel 113 der panamaischen Verfassung von 1983 soll die Partizipation der indigenen Bevölkerungsgruppen gefördert werden und der Artikel 116 sichert „den kollektiven Besitz einer ausreichend großen Landfläche zur Sicherung ihres wirtschaftlichen und sozialen Wohlergehens“ zu. So verfolgen seit einigen Jahren auch die Guaymí Autonomiebestrebungen und beanspruchen mittlerweile ein etwa 10.000 km² großes Gebiet in den östlichen Provinzen Panamas. Die Bestrebungen der Guaymí waren bisher allerdings ergebnislos, vor allem durch die verlangte Beteiligung an den Gewinnen durch den Abbau von Bodenschätzen in der Region.
Durch die „Asociacion NAPGUANA“ werden andere indigene Gruppen Panamas ökonomisch und juristisch unterstützt.

## Kultur

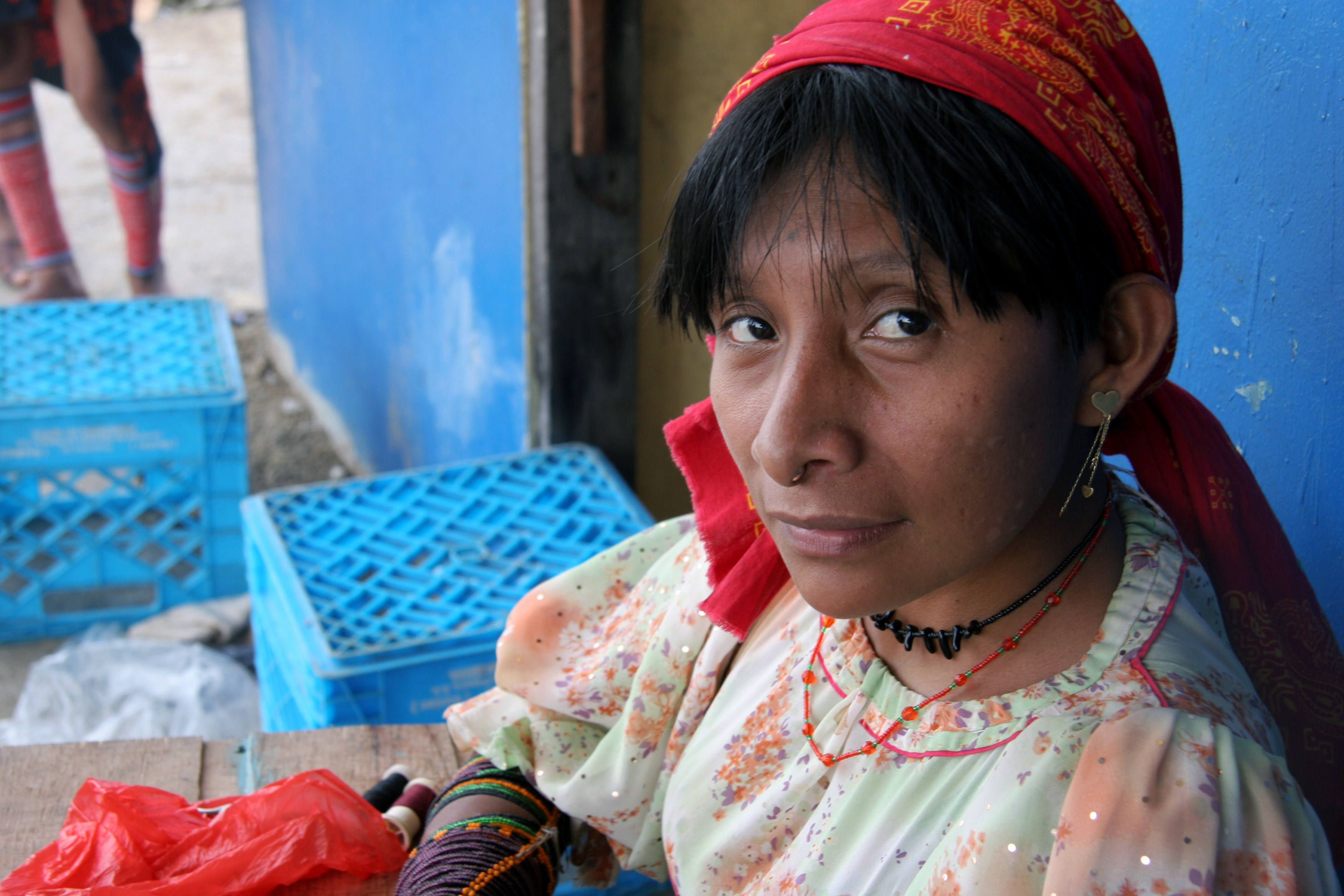
Kuna mit Nasenschmuck

Die Kuna haben einen Pantheon von weiblichen Gottheiten. Medizinmänner wirken als Hellseher und können angeblich in Trance in die Unterwelt eindringen. Talismane sind verbreitet.
Bei den Azteken, Maya und Inka war aus religiösen Gründen das Tragen von Septum-Piercings verbreitet. Diese Tradition wird teilweise heute noch von den Kuna fortgesetzt. Eingesetzt werden meist Ringe aus Gold.

## Die Tule in Kolumbien
Die zu den Kuna gehörenden Tule leben am Golf von Urabá und der Region Darién, speziell in der Gegend von Arquía (Chocó) und in Necoclí (Antioquia) in Kolumbien.
Im Gegensatz zu den Kuna von Guna Yala in Panama, die sich Makilakuntiwala nennen, bezeichnen sich die Tule in Kolumbien als Ipkikuntiwala. Diese zählen 1.166 Angehörige, welche in einem Gebiet von 10.087 ha leben.
Es gibt kaum merkliche sprachliche Unterschiede zwischen den Gruppen in Kolumbien und Panama.